# Coelichneumon rudis
Coelichneumon rudis é uma espécie de insetos himenópteros, mais especificamente de vespas pertencente à família Ichneumonidae.
A autoridade científica da espécie é Boyer de Fonscolombe, tendo sido descrita no ano de 1847.
Trata-se de uma espécie presente no território português.